# Vushtrri

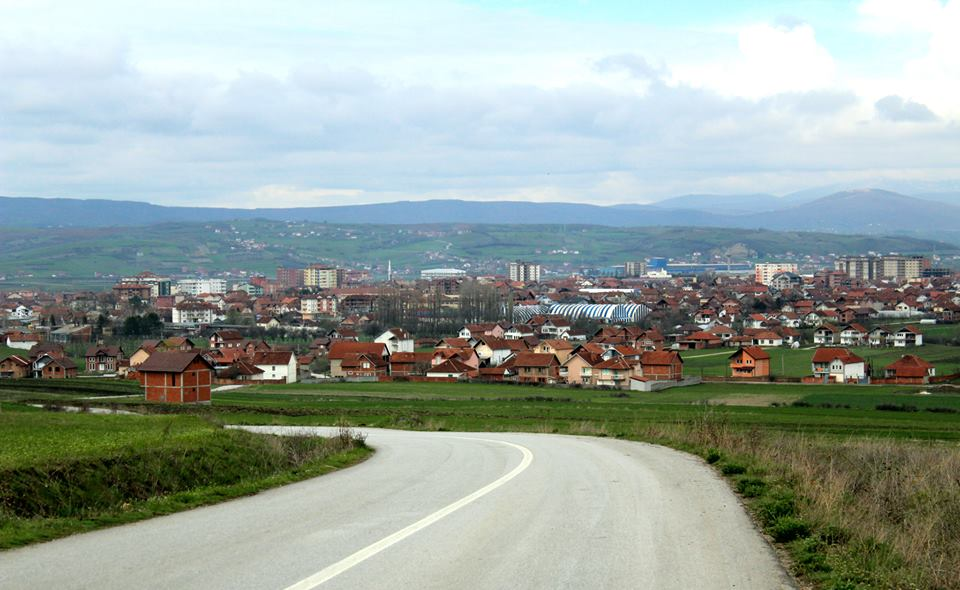
Vushtrri (2014)

Vushtrri (albanska: Vushtrri med böjningsformen Vushtrria; serbiska: Vučitrn; latin: Viciana och Vicianum) är en ort i kommunen Vushtrria i nordöstra delen av Kosovo. Under antiken var det känt som Vicianum. Området kring Vushtrri är en gammal bosättning. Vushtrri har en lång historia med anor från Romarriket, Bysansen samt det Osmanska riket. Vushtrri har ett stort järnverk som tidigare exporterade varor över hela Balkanhalvön.